# Serguéi Kisliak
Serguéi Ivánovich Kisliak (en ruso: Сергей Иванович Кисляк; 7 de septiembre de 1950) es un diplomático ruso que ha fungido como embajador de Rusia en los Estados Unidos entre 2008 y 2017, nombrado por el entonces presidente de Rusia Dmitri Medvédev.
Después de graduarse del Instituto de Ingeniería y Física de Moscú en 1973 y de la Academia de Comercio Exterior de la Unión Soviética en 1977, Kisliak se incorporó al Ministerio de Relaciones Exteriores de la Unión Soviética. De 1981 a 1985, Kisliak fue el segundo secretario de la Misión Permanente de la Unión Soviética ante las Naciones Unidas en la Ciudad de Nueva York. De 1985 a 1989, Kisliak fue primer secretario y consejero en la Embajada de la Unión Soviética en Washington D. C.
De 1989 a 1991, Kisliak fue director adjunto del Departamento de Organizaciones Internacionales de la Cancillería soviética. De 1991 a 1993, Kisliak ocupó el mismo cargo dentro del Departamento de Cooperación Científica y Técnica Internacional del Ministerio de Asuntos Exteriores de Rusia. Entre 1993 y 1995, dirigió el Departamento de Cooperación Científica y Técnica Internacional. De 1995 a 1998, fue director del Departamento de Asuntos de Seguridad y Desarme de la Cancillería rusa.
En 1998, Kisliak ejerció como embajador de Rusia en Bélgica con residencia en Bruselas, y también fue representante permanente de la Federación Rusa ante la OTAN. Posteriormente, entre 2003 y 2008, Kisliak fue viceministro de Relaciones Exteriores. Kisliak se convirtió en el embajador de Rusia en los Estados Unidos el 26 de julio de 2008, y fue nombrado por el presidente ruso Dmitri Medvédev.

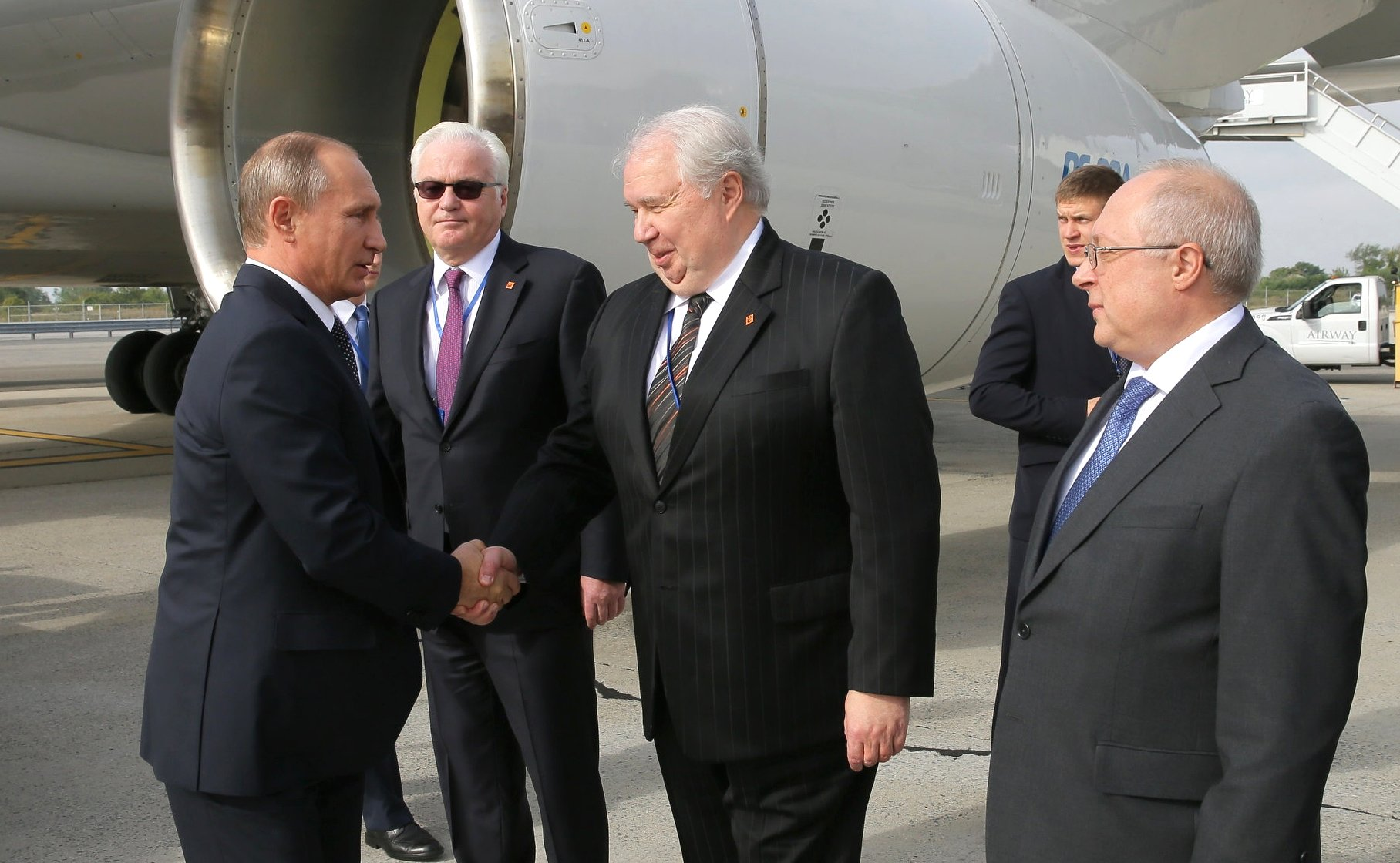
Kisliak saluda a Vladímir Putin en 2015. En medio de ellos se encuentra Vitali Churkin.

Ante las acusaciones de interferencia rusa en las elecciones presidenciales de Estados Unidos de 2016 por parte de la inteligencia estadounidense, en un discurso pronunciado en la Universidad Stanford en noviembre de 2016, Kisliak declaró que Rusia no estaba involucrada en un fraude electoral en ese país. El 29 de diciembre de 2016, el mismo día en que Estados Unidos anunció nuevas sanciones contra Rusia por la interferencia con las elecciones, Kisliak y el entonces Consejero de Seguridad Nacional de los Estados Unidos, Michael T. Flynn, tuvieron múltiples conversaciones telefónicas. Las llamadas telefónicas son objeto de una investigación por parte de agentes de contrainteligencia estadounidenses. El secretario de prensa de la Casa Blanca, Sean Spicer, declaró a principios de enero de 2017 que las llamadas tenían como finalidad organizar una conversación entre Donald Trump y Vladímir Putin. El 13 de febrero de 2017, Flynn dimitió de su posición como Consejero de Seguridad Nacional.
El 1 de marzo de 2017, The Washington Post informó que el fiscal general de los Estados Unidos, Jeff Sessions, había hablado dos veces con el embajador Kisliak, una vez en julio de 2016 y otra en septiembre de 2016, durante la permanencia de Sessions como senador en el Comité de Servicios Armados del Senado de los Estados Unidos. Durante la audiencia de confirmación de Sessions por parte del Comité Judicial del Senado el 10 de enero de 2017, Sessions fue interrogado bajo juramento sobre «posibles contactos entre miembros de la campaña del Presidente Trump y representantes de Moscú» y no expresó ningún conocimiento de tal contacto. The New York Times más tarde señaló que Kisliak se reunió con Michael T. Flynn y Jared Kushner en diciembre de 2016 para establecer una línea de comunicación con el gobierno de Trump.
Funcionarios de la Comunidad de Inteligencia de los Estados Unidos han afirmado que es un espía y reclutador de espías ruso, lo cual funcionarios rusos han negado. Según la agencia ABC News, los exembajadores y analistas estadounidenses que contactó trataron la afirmación de que Kisliak era un espía con un «fuerte escepticismo». Algunos funcionarios rusos «expresaron su ira» por los informes de que las actividades del embajador estaban conduciendo a preguntas e informes de ser un espía; una vocera del Ministerio de Relaciones Exteriores de Rusia se refirió a ello como «los bajos estándares profesionales de los medios de comunicación estadounidenses».